# Vezin-le-Coquet
Vezin-le-Coquet är en kommun i departementet Ille-et-Vilaine i regionen Bretagne i nordvästra Frankrike. Kommunen ligger i kantonen Rennes-Sud-Ouest som tillhör arrondissementet Rennes. År 2022 hade Vezin-le-Coquet 6 441 invånare.

## Befolkningsutveckling
Antalet invånare i kommunen Vezin-le-Coquet
Referens:INSEE